# Delhi Durbar

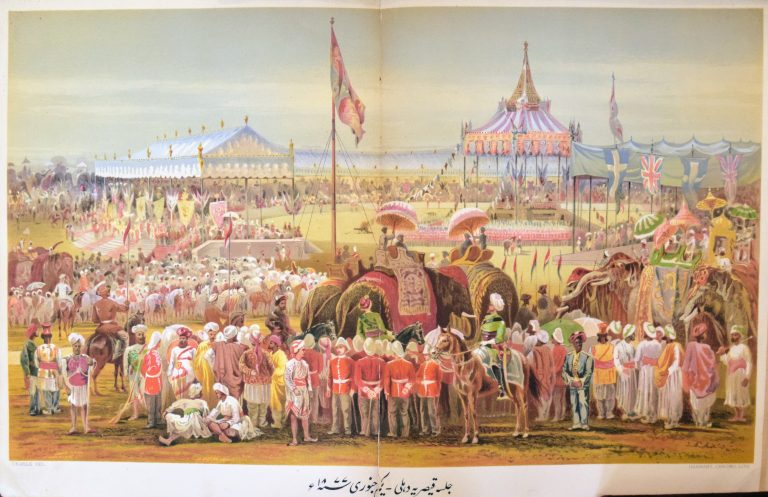
Esta ilustração retrata a assembléia imperial em Delhi em janeiro de 1877

Delhi Durbar significa Corte de Delhi e referia-se a uma assembleia em massa no estilo imperial indiano e que ocorria em Delhi, no Parque da Coroação (Coronation Park) para marcar a sucessão de um Imperador ou Imperatriz da Índia,  título atribuído a reis e rainhas britânicos. Também chamada de Durbar Imperial, essa  celebração ocorreu por três vezes entre 1877 e 1911, no auge do Império Britânico. O Durbar de 1911 foi o único com a presença do próprio rei Jorge V. 
O termo foi derivado do termo persa comum (do persa : دربار - darbār ), que significa a nobre corte dos reis ou governantes ou uma reunião formal onde o rei realizava todas as discussões sobre o estado. Foi usado na Índia para o tribunal de um governante ou imposto feudal, pois este último passou a ser governado e posteriormente administrado por estrangeiros. Um durbar pode ser um conselho feudal do estado para administrar os assuntos de um estado principesco, ou uma reunião puramente cerimonial, como na época do Império Britânico na Índia. 

## Durbar de 1877
Este foi chamado de o Durbar da Proclamação e serviu para comemorar a coroação e proclamação da rainha Vitória como imperatriz da Índia, tendo sido organizado por Thomas Henry Thornton e realizado em 1º de janeiro de 1877. Este Durbar foi uma celebração com caráter  mais oficial e não uma ocasião com grande apelo popular tal como aconteceu em 1903 e 1911. Esta cerimónia teve a presença de Edward Robert Bulwe-Lyton vice-rei da Índia e de vários marajás, nababos e intelectuais. Este evento marcou a culminação da transferência do controlo da Índia britânica das mãos da Companhia Britânica das Índias Orientais para o governo do Reino Unido. 
O Durbar foi o início de uma grande transformação para a Índia, visto que foi naquela ocasião lançada a campanha por uma Índia livre.
Dentro do Memorial da Rainha Vitória em Calcutá, há uma inscrição retirada da mensagem da Rainha Vitória apresentada, no Durbar de 1877, ao povo da Índia: 
Foi cunhada uma medalha comemorativa da proclamação da rainha como imperatriz da Índia, distribuída entre os convidados mais honrados. Ramanath Tagore foi proclamado marajá por Lorde Lytton, vice-rei da Índia.

Foi neste durbar brilhante que Ganesh Vasudeo Joshi, vestindo "khadi branco impecável feito em casa " se levantou para ler uma citação em nome da organização política local, a Poona Sarvajanik Sabha, organização que pressagiava a ascensão posterior do Congresso Nacional Indiano. O discurso de Joshi apresentou uma demanda formulada em uma linguagem muito educada : 
Com este pedido pode ser dito que foi lançada oficialmente a campanha por uma Índia livre,  que foi o início de uma grande transformação para a Índia. O durbar mais tarde seria visto como controverso porque desviou os fundos para combate da Grande Fome de 1876-1878 na Índia. 

## Durbar de 1903

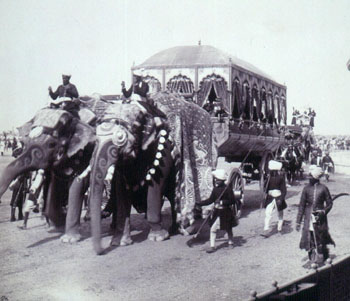
Carruagem do marajá de Rewa, durante o Delhi Durbar de 1903.

Este Durbar serviu para comemorar a coroação do rei Eduardo VII e da rainha Alexandra como imperador e imperatriz da Índia. Foram duas semanas cheias de festividades planeadas meticulosamente por Lorde Curzon. Foi uma impressionante exibição de pompa e poder. Nem o anterior Durbar de 1877 nem o seguinte de 1911 conseguiram igualar as festividades de 1903.
Em poucos meses no final de 1902, uma planície desértica foi transformada numa elaborada cidade de tendas, que incluía ainda uma via férrea que serviu para transportar multidões de espectadores de Delhi, um posto dos correios com os seus próprios selos, instalações com serviços telefónicos e telegráficos, uma grande variedade de lojas, uma força policial com uniforme especialmente desenhado para a ocasião, um hospital, um tribunal e sistemas de esgotos e de luz eléctrica. Foram cunhadas medalhas comemorativas da ocasião, teve lugar uma queima de fogos e glamurosos números de dança. Para o desapontamento de Curzon, o rei Eduardo VII não compareceu à cerimónia, mas enviou o seu irmão o príncipe Artur que chegou de trem a partir de Bombaim, junto com uma massa de dignitários, enquanto que Curzon e os membros do seu governo chegaram provenientes da direcção oposta, a partir de Calcutá. 

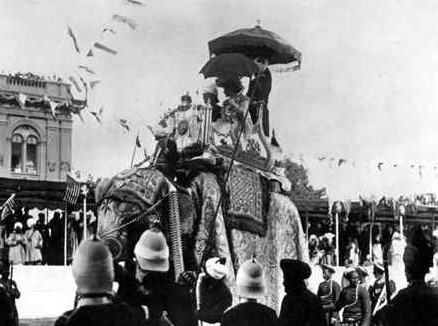
Lord Curzon e Lady Curzon chegando em Delhi Durbar, 1903.

No primeiro dia, os Curzon entraram na área de das festividades, junto com os marajás, montando elefantes, com candelabros de ouro montados sobre as presas dos elefantes. A cerimónia do Durbar ocorreu no dia de ano novo, e os dias seguintes foram ocupados por jogos de pólo e de outros esportes, jantares, bailes, desfiles militares, e exibições. A imprensa mundial enviou os seus melhores jornalistas e fotógrafos para acompanhar esse evento. Este evendo também foi filmado e exibido em cinemas por toda a Índia, e este é geralmente considerado como um dos primeiros filmes da indústria de cinema indiana. 
Aga Khan III aproveitou esta ocasião para falar a favor da expansão de todas as instalações educacionais da Índia. 
A assembléia que os esperava exibia possivelmente a maior coleção de joias já vista em um só lugar. Cada um dos príncipes indianos foi adornado com as mais espetaculares de suas joias das coleções de séculos. Marajás vieram com grandes comitivas de toda a Índia, muitos deles se encontrando pela primeira vez enquanto as fileiras maciças dos exércitos indianos, sob o comando de seu comandante-em-chefe, Lord Kitchener, desfilavam, tocavam suas bandas e continham as multidões de pessoas comuns.  O evento terminou em um grande baile de coroação com a presença apenas dos convidados de mais alto nível, regido por Lord Curzon e sua esposa em suas joias e vestido de pavão. 

## Durbar de 1911
Em 22 de março de 1911, uma proclamação real anunciou que o Durbar seria realizado em dezembro para comemorar a coroação na Grã-Bretanha alguns meses antes do rei Jorge V e da rainha Mary e permitir sua proclamação como imperador e imperatriz da Índia. Cada governador e todos os governantes dos estados principescos da Índia foram convocados a prestar obediência ao seu soberano.
Este Durbar serviu para comemorar a coroação do rei Jorge V e da rainha Maria como imperador e imperatriz da Índia. Praticamente todos os príncipes, nobres e outras pessoas importantes da Índia estiveram presentes para prestar homenagem aos seus soberanos. O rei compareceu usando a coroa imperial da Índia com arcos e contendo seis mil e cento e setenta diamantes, e coberta por safiras, esmeraldas e rubis, tudo com um peso de 965 gramas. Eles apareceram numa das janelas do Forte Vermelho, para receber meio milhão ou mais de pessoas que foram saudá-los.
O rei e a rainha partiram de Portsmouth no dia 11 de novembro a bordo do RMS  Medina, um novo transatlântico, chegando a Delhi no dia 7 de dezembro em uma grande Entrada de Estado pelos portões da cidade na qual participaram 50.000 soldados, liderados por Lord Kitchener, o Comandante-em-Chefe, Índia. Escoltado por uma guarda da Cavalaria Real, o rei cavalgava um cavalo de batalha australiano e estava vestido com uniforme militar com capacete de pluma, para decepção da multidão, que esperava que ele montasse um elefante e usasse um coroa. A rainha seguiu em uma carruagem aberta. Os dias seguintes foram preenchidos com recepções aos príncipes indianos, cortejo da igreja e apresentação dos regimentos em desfile militar. 
Foram distribuídas 26.800 medalhas de prata comemorativas do Delhi Durbar de 1911, quase todas a homens e a oficiais do regimentos militares britânicos. Um pequeno número de medalhas foi feito em ouro, oferecidas aos príncipes indianos e às figuras mais importantes do governo indiano. 
O próprio Durbar foi na terça-feira, 12 de dezembro, no Coronation Park (Parque da Coroação, em Dheli), no qual uma arquibancada semicircular foi construída para 10.000 funcionários do governo e outros dignitários, enquanto mais atrás um monte artificial acomodava 50.000 pessoas locais. O casal real chegou em suas vestes de coroação, o Rei-Imperador vestindo a Coroa Imperial da Índia com oito arcos, contendo 6.100 diamantes e coberto com safiras , esmeraldas e rubis, com uma touca de veludo, pesando cerca de 965 gramas.  Sentados em tronos, eles ouviram o chamamento cerimonial do Arauto Extraordinário de Delhi.  
Na ocasião, o Brigadeiro-General William Peyton, leu a proclamação em inglês, seguido pelo Arauto Assistente, Capitão Malik Umar Hayat Khan, que a leu em urdu.  Eles receberam homenagem dos príncipes nativos - incluindo uma mulher, a Rainha Begum de Bhopal - na shamiana (tenda cerimonial); a controvérsia surgiu quando o nobre indiano, o Gaekwar de Baroda (Maharajah Sayajirao III), abordou o casal real sem suas joias e, após uma simples reverência, virou as costas para eles ao sair. Sua ação foi interpretada na época como um sinal de dissidência ao domínio britânico. Depois, o casal real subiu ao pavilhão real abobadado, onde o rei-imperador anunciou a mudança da capital da Índia de Calcutá para Delhi. A anulação da divisão de Bengala também foi anunciada durante a cerimônia.  Após a partida do rei e da rainha, a multidão entusiástica invadiu a arena.   
No dia seguinte, 13 de dezembro, o casal real fez a tradicional Jharokha Darshan, aparição na varanda no Forte Vermelho, para receber meio milhão ou mais das pessoas comuns que vieram cumprimentá-los, um costume que foi iniciado pelos imperadores mogóis.  Em 14 de dezembro, o rei-imperador presidiu uma cerimônia militar de revista  de tropas, contando com 40.000 soldados, culminando em uma grande  desfile de cavalaria. Seguiu-se uma investidura no Delhi Park, a primeira foi a rainha que recebeu a Ordem da Estrela da Índia.  Estima-se que 26.800 medalhas foram distribuídas aos homens e oficiais dos exércitos britânico e indiano que participaram do evento de 1911. Outras duzentas foram cunhados em ouro,  cem dos quais foram concedidos a governantes principescos indianos e aos mais altos oficiais do governo. 
Após o Durbar, o rei e a rainha partiram por dez dias no Nepal, onde o rei foi levado para caçar tigres. Depois de visitar Calcutá, eles viajaram pela Índia de trem para Bombaim, de onde partiram em 10 de janeiro no navio RMS Medina. 
Um filme (longa-metragem) do evento intitulado "With Our King and Queen Through India, 1912" ("Nosso Rei e Rainha através da Índia")  também conhecido como "O Durbar em Deli" - foi filmado no processo de cores Kinemacolor e lançado em 2 de fevereiro de 1912.  Geralmente, o Durbar alcançou seu objetivo de fixar o apoio ao domínio britânico entre os príncipes nativos, como foi demonstrado pelo apoio dado durante a Primeira Guerra Mundial. Hoje, o Coronation Park (Parque da Coroação) em Delhi às vezes é usado para grandes festivais religiosos e convenções municipais.  Os tronos usados pelo rei Jorge V e pela rainha Mary estão em exibição na Galeria Marble Hall e Museu Rashtrapati Bhavan. 

## Adiamento do Delhi Durbar de 1937/1938
Com a morte de Jorge V em janeiro de 1936, seu filho mais velho aderiu como Eduardo VIII . Em seu primeiro e único discurso do trono na Abertura Estadual do Parlamento em novembro de 1936, ele anunciou que compareceria a um Durbar em Delhi durante o inverno após sua coroação em 1937. Quando Eduardo abdicou em dezembro de 1936, foi inicialmente previsto que seu irmão Jorge VI continuaria com o Durbar como já planejado, com o apoio entusiástico do Secretário de Estado da Índia, Lord Zetland e do Vice-Rei, Lord Linlithgow. No entanto, persuadido pelo primeiro-ministro, Stanley Baldwin e seus médicos, George decidiu que viajar para a Índia após sua coroação em maio colocaria uma pressão muito grande em sua saúde, e foi anunciado em 9 de fevereiro de 1937 que o Durbar havia sido adiado para "uma data posterior". A razão apresentada foi a de que era "impossível contemplar uma ausência prolongada durante o primeiro ano do seu reinado", para não dar crédito aos rumores que circulavam sobre o bem-estar físico e mental do rei.
Em agosto de 1937, a situação na Índia havia mudado. A Lei do Governo da Índia de 1935 deu início a movimentos modestos em direção ao autogoverno indiano; o Congresso Nacional Indiano pró-independência dominou as eleições provinciais indianas de 1937 em sete das onze províncias e deixou claro que não apenas boicotaria o Durbar, mas se recusaria a votar os fundos para pagá-lo. Linlithgow escreveu a Zetland em agosto dizendo que o rei deveria ser avisado do desagrado que representaria sua visita à Índia. Zetland abordou o assunto com o novo primeiro-ministro, Neville Chamberlain, enquanto o vice-rei buscava a opinião dos governadores provinciais britânicos, todos contra a ideia. Enquanto isso, Jawaharlal Nehru, o líder do partido do Congresso, disse à imprensa indiana que se o governo britânico quisesse proteger o rei de qualquer tipo de "incidente desagradável", deveria "mantê-lo na Inglaterra". 
Chamberlain foi persuadido e inicialmente omitiu qualquer menção à visita real à Índia do discurso do rei em outubro de 1937, mas sob pressão do rei e contra o conselho do vice-rei, incluiu a linha não comprometedora; "Aguardo com interesse e prazer o momento em que será possível para visitar o Meu Império Indiano".  Linlithgow e Zetland então fizeram um esforço determinado para dissuadir o rei de visitar a Índia, mesmo em uma escala mais modesta, usando o pretexto das finanças em vez da política indiana. Cotando um custo de £ 1 milhão de libras, que recairiam totalmente sobre o governo central da Índia e que, eles aconselharam, o ministro das Finanças indiano, James Grigg, não estava disposto a apoiar. Finalmente, em fevereiro de 1938, o rei teve de ser formalmente aconselhado por Chamberlain a adiar novamente qualquer visita "até que a perspectiva geral do mundo se tornasse mais estável e as perspectivas financeiras [seja] mais definidas". 
Eventualmente, o início da Segunda Guerra Mundial e o movimento em direção à independência indiana tornaram a perspectiva de qualquer visita real quase impossível. 